# Charles Lawrance

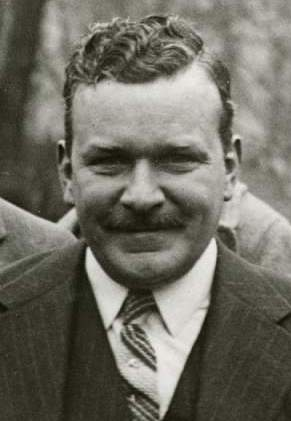
Charles Lawrance 1928

Charles Lanier Lawrance (* 30. September 1882 in Lenox (Massachusetts); † 24. Juni 1950 in East Islip) war ein US-amerikanischer Ingenieur und Geschäftsmann.
Lawrance besuchte nach seiner Schulausbildung die Yale University und arbeitete bis 1907 bei einem Automobilproduzenten. Er ging dann nach Paris, um Architektur zu studieren. Gleichzeitig beschäftigte er sich mit der neuen Luftfahrt und arbeitete im Labor von Gustave Eiffel an einem Achtzylinder-Motor. Er stellte auch Versuche mit verschiedenen Tragflügelprofilen an, bis er 1914 zurück in die USA ging, wo er seine Kenntnisse in die Entwicklung und Fertigung von luftgekühlten Flugmotoren umsetzte. 
Dazu gründete er 1916 die Lawrance Aero Engine Corporation. Seine Motoren besaßen gute Leistungen, und er konnte sie auch an die US-Marine und die US-Armee verkaufen. 1920 sicherte er für seine Unternehmen einen Entwicklungsauftrag für einen 200-PS-Sternmotor. Das Unternehmen war jedoch nicht in der Lage, die Schwierigkeiten mit dem Motor Lawrance J-1 zu beheben, und so verkaufte Lawrance sein Unternehmen am 15. Mai 1923 an die Wright Aeronautical und wurde Chefingenieur. Nach dem Weggang von Frederick Brant Rentschler übernahm Lawrance die Unternehmensleitung.
Der von ihm initiierte Entwurf wurde weiterentwickelt und als Wright J-5 und dessen Nachfolgern schließlich ein geschäftlicher Erfolg. Besondere Aufmerksamkeit wurde auf diesen Typ gerichtet, als Charles Lindbergh 1927 in einer mit diesem Motor ausgerüsteten Maschine als erster alleine den Atlantik überquerte. Nach dem Zusammenschluss von Wright Aeronautical mit der Curtiss Aeroplane and Motor Company verließ Lawrance 1930 das neugegründete Unternehmen Curtiss-Wright, um sich selbständig zu machen. Die Lawrance Engineering & Research Corporation befasste sich mit der Entwicklung und Fertigung von Ausrüstungsteilen von Luftfahrzeugen, insbesondere mit Generatoren.
1927 erhielt Lawrance für die Entwicklung seines luftgekühlten Sternmotors die Collier Trophy.
| Personendaten    | Personendaten                                 |
| ---------------- | --------------------------------------------- |
| NAME             | Lawrance, Charles                             |
| ALTERNATIVNAMEN  | Lawrance, Charles Lanier (vollständiger Name) |
| KURZBESCHREIBUNG | US-amerikanischer Ingenieur und Geschäftsmann |
| GEBURTSDATUM     | 30. September 1882                            |
| GEBURTSORT       | Lenox (Massachusetts)                         |
| STERBEDATUM      | 24. Juni 1950                                 |
| STERBEORT        | East Islip                                    |